# 油粕
油粕（あぶらかす、油糟）は、アブラナなどの農作物から油を搾り取った残渣である。
主に肥料として、一部は家畜の飼料として使われる。
日本で流通している油粕は菜種から油を採った菜種粕（なたねかす）が多い。他に綿の種から油を採った綿実粕（めんじつかす）、茶実から油を採った茶実粕（ちゃじつかす）、大豆の実から油を採った大豆粕（豆粕）などがある。かつては、胡麻や荏胡麻の実から採ったものも用いられた。

## 流通の歴史
日本では中世末期から肥料に用いられてきたが、元禄年間（17世紀末期）以降に需要が高まった。その背景として新田開発が挙げられる。江戸幕府や諸国の藩は年貢の増収をもくろんで領民に新田の開発を奨励した。だが新たに拓かれた耕作地は森林や牧草地から離れた場所にあり、それまでの主要な肥料であった刈敷や厩肥、草木灰、下肥など、草木や家畜、人間の糞尿を基にした肥料を施すことが難しかった。折しも江戸時代中期以降は農村にも貨幣経済が浸透しており、自給できるそれまでの肥料に加えて金銭で購入する肥料「金肥」が導入されていた。代表的な金肥はイワシを乾燥させた干鰯だが、油粕も肥料効果が認められ、使用が広まった。また、宮崎安貞が執筆した農書 『農業全書』には「干鰯は砂地に、油粕は赤土・黒土に効果がある」と説いている。だが、江戸幕府は菜種油や綿糸（布）が生活必需品であることを理由として株仲間に原料や製品の仕入・販売の独占を行わせたことから、菜種や綿の生産農家は安く買いたたかれ、油粕を求める農民は高く買わされるという問題が生じた。このため、寛保3年（1743年）に摂津・河内・和泉の農民が地域や領主の枠を超えて幕府の統制政策の不当を訴える「国訴」を引き起こした。明治になると、大豆油の生産の活発化とともに豆粕の役割が大きくなり、1940年代に化学肥料が台頭するまで油粕は肥料として主要な地位を占めていた。

## 成分と効果
菜種油粕の肥料成分は窒素5 %程度、リン酸2 %程度、カリ1 %程度を含有しており、良質な肥料として使用されている。但し、肥料としての効果は分解されてから効果を発揮するため、効果の発現は緩慢である。また、分解過程で二酸化炭素や有機酸等が放出されるため、植物に悪影響がある場合がある。菜種かすを施肥してすぐに植物を移植した場合は、約7日間ほどは生育が抑制される。このため他の有機質肥料と混ぜて発酵させてから用いたり、水を加えて発酵させてから液肥にすることも多い。市販の配合肥料の原料にもされる。
なお、国産の菜種ミールにはヒトを含む動物の甲状腺障害に関与する含硫化合物の一種であるイソチオシアネート前駆体のグルコシノレートが多く含まれているが、輸入菜種種子はほとんどがキャノーラ品種由来であるため、グルコシノレートはほとんど含まれていない。そのため輸入菜種ミールは有力な飼料として利用されている。
有機栽培農産物のJAS規格に適合する肥料として油粕があるが、採油に化学物質を使用していないなどの条件がある。